# مینترن مگنا
مینترن مگنا (به انگلیسی: Minterne Magna) یک روستا و محله مدنی در بریتانیا است که در West Dorset واقع شده‌است. مینترن مگنا ۱۸۴ نفر جمعیت دارد.